# Turka
Turka (ukrainisch und russisch Турка; polnisch auch Turka nad Stryjem) ist eine in den westukrainischen Waldkarpaten liegende Rajonshauptstadt mit etwa 7400 Einwohnern.
Turka liegt im Südwesten der Oblast Lwiw, am Ufer der Jablunka nahe deren Mündung in den Stryj, etwa 100 Kilometer südwestlich der Oblasthauptstadt Lwiw.

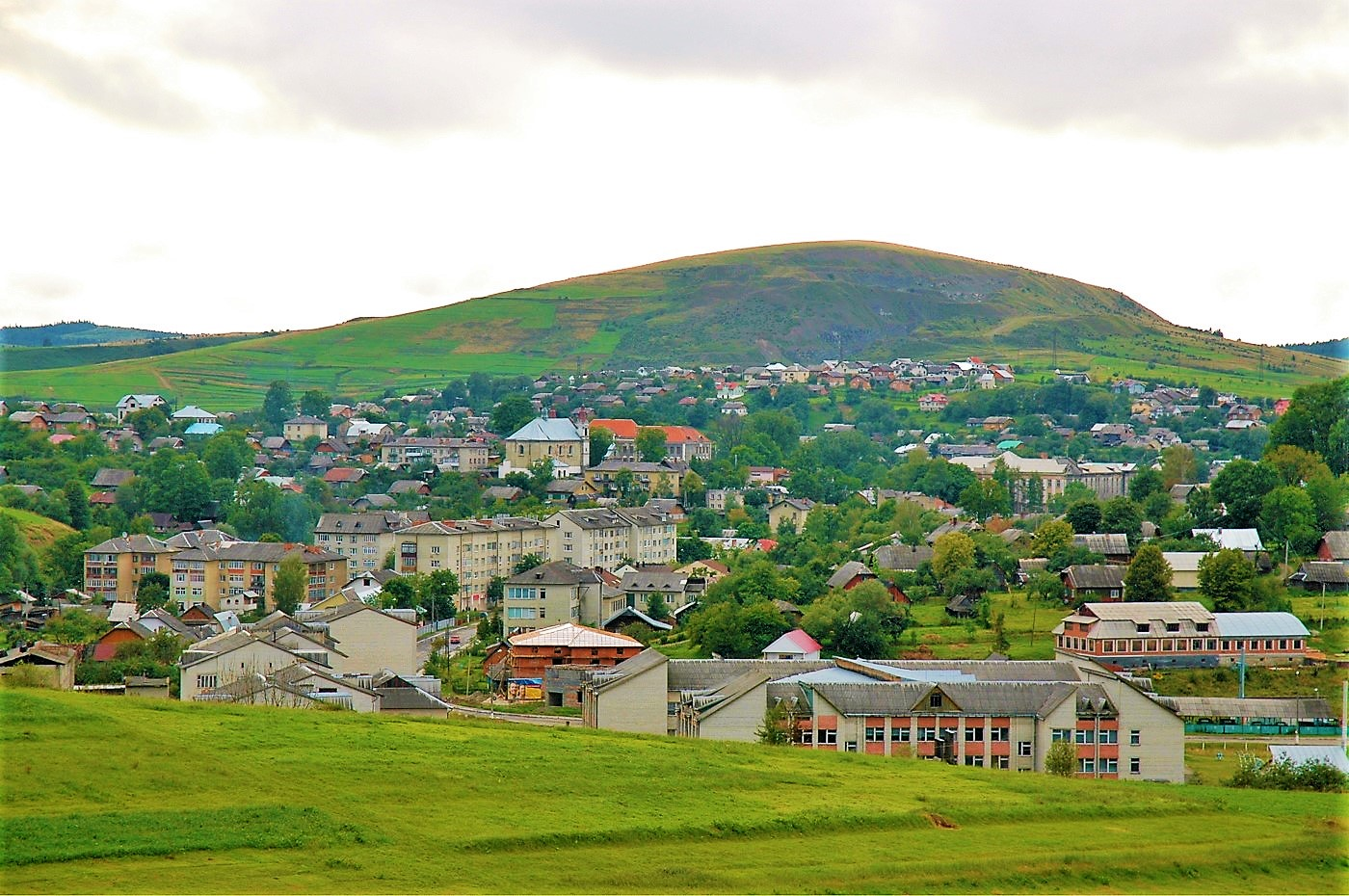
Panoramablick auf die Stadt

Die Ortschaft wurde 1431 zum ersten Mal schriftlich erwähnt und erhielt 1730 das Magdeburger Stadtrecht. Die Stadt gehörte bis 1918 zum österreichischen Galizien, hier war sie ab 1854 der Sitz der Bezirkshauptmannschaft Turka. Zusammen mit dem ab 1867 existierenden Sitz eines Bezirksgerichts bestanden beide bis 1918. Nach dem Ende des Ersten Weltkrieges kam die Stadt zunächst zur Westukrainischen Volksrepublik und dann an Polen. Hier lag sie ab 1931 in der Woiwodschaft Lwów als Sitz des Powiats Turka, vorher ab 1921 war sie ein Teil der Woiwodschaft Stanislau. Nach dem Beginn des Zweiten Weltkriegs wurde Turka kurzzeitig von Deutschland und ab Ende September 1939 von der Sowjetunion besetzt. Diese machte die Stadt zunächst zum Hauptort des Ujesd Turka als Teil der Oblast Drogobytsch, ab Januar 1940 war sie dann Sitz des Rajons Turka. Im Juni 1941 kam die Stadt nach Beginn des Deutsch-Sowjetischen Krieges zu Deutschland, wurde in den Distrikt Galizien eingegliedert und verblieb dort bis zur Rückeroberung durch die Rote Armee im Spätsommer 1944.
Nach dem Ende des Krieges wurde die Stadt der Sowjetunion zugeschlagen und kam dort zur Ukrainischen SSR. Seit dem Zerfall der Sowjetunion 1991 ist sie ein Teil der unabhängigen Ukraine. 2020 wurde sie durch Auflösung des Rajons Turka ein Teil des Rajons Sambir.
Am 12. Juni 2020 wurde die Stadt zum Zentrum der neu gegründeten Stadtgemeinde Turka (Турківська міська громада/Turkiwska miska hromada) zu dieser zählen auch noch die 24 in der untenstehenden Tabelle aufgelistetenen Dörfer, bis dahin war sie in der Stadtratsgemeinde Turka (Турківська міська рада/Turkiwska miska rada) organisiert.
Folgende Orte sind neben dem Hauptort Turka Teil der Gemeinde:
| Name                     | Name             | Name                                | Name                 |
| ukrainisch transkribiert | ukrainisch       | russisch                            | polnisch             |
| ------------------------ | ---------------- | ----------------------------------- | -------------------- |
| Bereschok                | Бережок          | Бережок                             | Bereżek              |
| Chaschtschiw             | Хащів            | Хащев (Chaschtschew)                | Chaszczów            |
| Dnistryk-Dubowyj         | Дністрик-Дубовий | Днестрик-Дубовый (Dnestrik-Dubowy)  | Dniestrzyk Dębowy    |
| Ilnyk                    | Ільник           | Ильник (Ilnik)                      | Ilnik                |
| Issaji                   | Ісаї             | Исаи (Issai)                        | Isaje                |
| Jassenka-Stezjowa        | Ясенка-Стецьова  | Ясенка-Стецева (Jassenka-Stezewa)   | Jasionka Steciowa    |
| Jassenyzja               | Ясениця          | Ясеница (Jasseniza)                 | Jasionka Masiowa     |
| Jawora                   | Явора            | Явора                               | Jawora               |
| Kindratiw                | Кіндратів        | Кондратов (Kondratow)               | Kondratów            |
| Liktiw                   | Ліктів           | Локтев (Loktew)                     | Liktów               |
| Limna                    | Лімна            | Лимна                               | Łomna                |
| Lopuschanka              | Лопушанка        | Лопушанка                           | Łopuszanka Lechniowa |
| Lossynez                 | Лосинець         | Лосинец (Lossinez)                  | Łosiniec             |
| Mala Wolosjanka          | Мала Волосянка   | Малая Волосянка (Malaja Wolosjanka) | Wołosianka Mała      |
| Melnytschne              | Мельничне        | Мельничное (Melnitschnoje)          | Mielniczne           |
| Pryslip                  | Присліп          | Прислоп (Prislop)                   | Przysłup             |
| Radytsch                 | Радич            | Радич (Raditsch)                    | Radycz               |
| Roslutsch                | Розлуч           | Розлуч                              | Rozłucz              |
| Sakipzi                  | Закіпці          | Закипцы (Sakipzy)                   | Zakopce              |
| Sawadiwka                | Завадівка        | Завадовка (Sawadowka)               | Zawadówka            |
| Schukotyn                | Жукотин          | Жукотин (Schukotin)                 | Żukotyn              |
| Schumjatsch              | Шум'яч           | Шумяч                               | Szumiacz             |
| Stodilka                 | Стоділка         | Стодолка (Stodolka)                 | Stodółka             |
| Wowtsche                 | Вовче            | Волчье (Woltsche)                   | Wołcze               |

## Persönlichkeiten
- Ignacy Leonard Petelenz (1850–1911), polnischer Gymnasiallehrer und Politiker
- Abba Hushi (1898–1969), israelischer Politiker
- Yuriy Tarnawsky (* 1934), ukrainisch-amerikanischer Schriftsteller, Dichter, Essayist und Übersetzer